# Northrop F-89 Scorpion
Northrop F-89 Scorpion var ett amerikanskt jaktflygplan. Det var det första amerikanska jetflygplanet från början konstruerat med radar. Det var också det första amerikanska jaktflygplanet att beväpnas med jaktrobotar och det enda flygplan som har avfyrat kärnvapen mot ett luftmål.

## Utveckling
År 1945 utfärdade USA:s flygvapen en specifikation på ett jetdrivet, radarutrustat jaktflygplan för att ersätta Northrop P-61 Black Widow och North American F-82 Twin Mustang. Dess huvudsakliga uppgift var att försvara USA mot bombflygplan av typen Tupolev Tu-4 (en sovjetisk piratkopia av Boeing B-29 Superfortress). När Curtiss-Wrights XF-87 Blackhawk inte visade sig uppfylla kraven köptes Lockheed F-94 Starfire in för att snabbt få ett radarutrustat jetjaktflygplan i tjänst. Starfire var emellertid ett litet flygplan och hade inte den räckvidd och beväpning som krävdes, något som F-89 Scorpion hade.
De första modellerna hade radarn AN/APG-33 och sex stycken 20 mm Hispano-Suiza HS.404 automatkanoner i nosen. De led dock av ofta återkommande motorproblem och strukturella problem. Det var inte förrän modellen F-89D introducerades i tjänst 1954 som problemen försvann. F-89D hade den nyare radarn AN/APG-40 som tog upp hela nosen och inte lämnade någon plats för automatkanoner. Huvudbeväpningen var i stället hela 104 stycken 70 mm jaktraketer i stora kapslar på vingspetsarna. Jaktraketerna visade sig dock ha dålig precision på längre avstånd och antalet minskades på F-89H till förmån för jaktrobotar av typen AIM-4 Falcon. Den sista modellen F-89J hade inga jakraketer alls utan förlitade sig bara på Falcon-robotar och den kärnvapenladdade raketen AIR-2 Genie.

## Varianter
- XF-89 – Första prototypen med Allison J35-A-9–motorer och utan beväpning.
- XF-89A – Andra prototypen med J35-A-21A–motorer och automatkanoner.
- F-89A – Första produktionsserien. Endast åtta byggda.
- F-89B – Andra produktionsserien med förbättrad elektronik. 40 byggda.
- F-89C – Tredje produktionsserien med J35-A-33–motorer. 164 byggda.
- YF-89D – En F-89B ombyggd för att testa ny radar och beväpning.
- F-89D – Fjärde produktionsserien med ny radar, ny elektronik och raketbeväpning. 682 byggda.
- YF-89E – En prototyp byggd för att testa Allison J71-motorn.
- F-89F – Föreslagen version med J71-motorn. Aldrig byggd.
- F-89G – Föreslagen version med samma radar och eldledningssystem som Convair F-106 Delta Dart. Aldrig byggd.
- YF-89H – Tre F-89D ombyggda för test av jaktrobotar.
- F-89H – Uppgraderad version med eldledningssystemet E-9 och möjlighet att avfyra jaktroboten AIM-4 Falcon. 156 byggda.
- F-89J – Uppgraderad version med samma eldledningssystem som F-89H och möjlighet att bära den kärnvapenladdade raketen AIR-2 Genie. 350 ombyggda från F-89D.
- DF-89 – Flygplan ombyggda för att bära, avfyra och styra målrobotar av typen AQM-38.

## Bilder

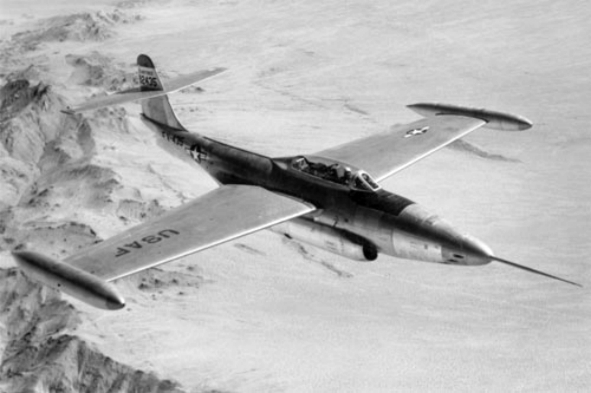
Prototypen YF-89A.
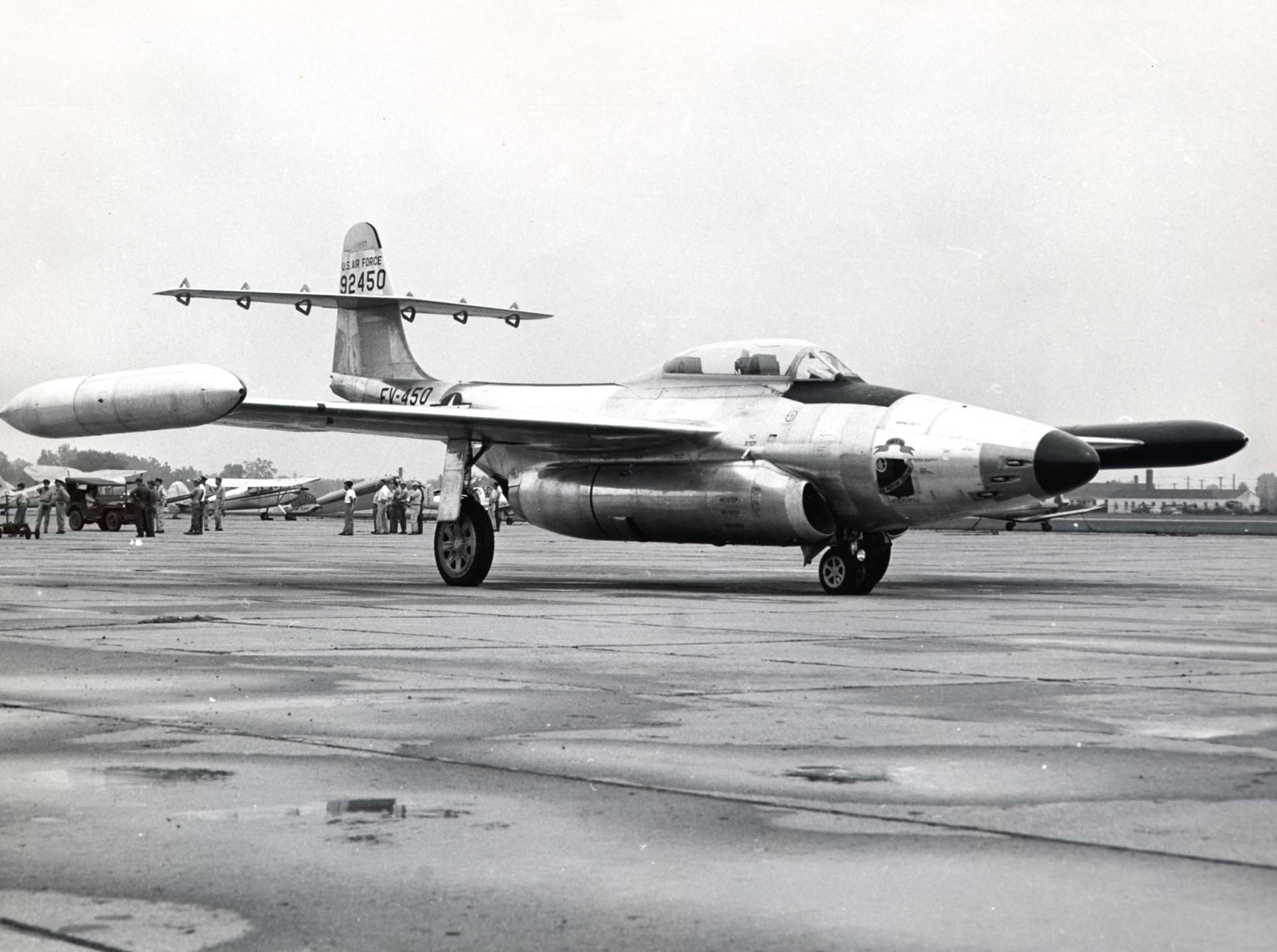
En F-98B. Notera automatkanonerna i nosen.
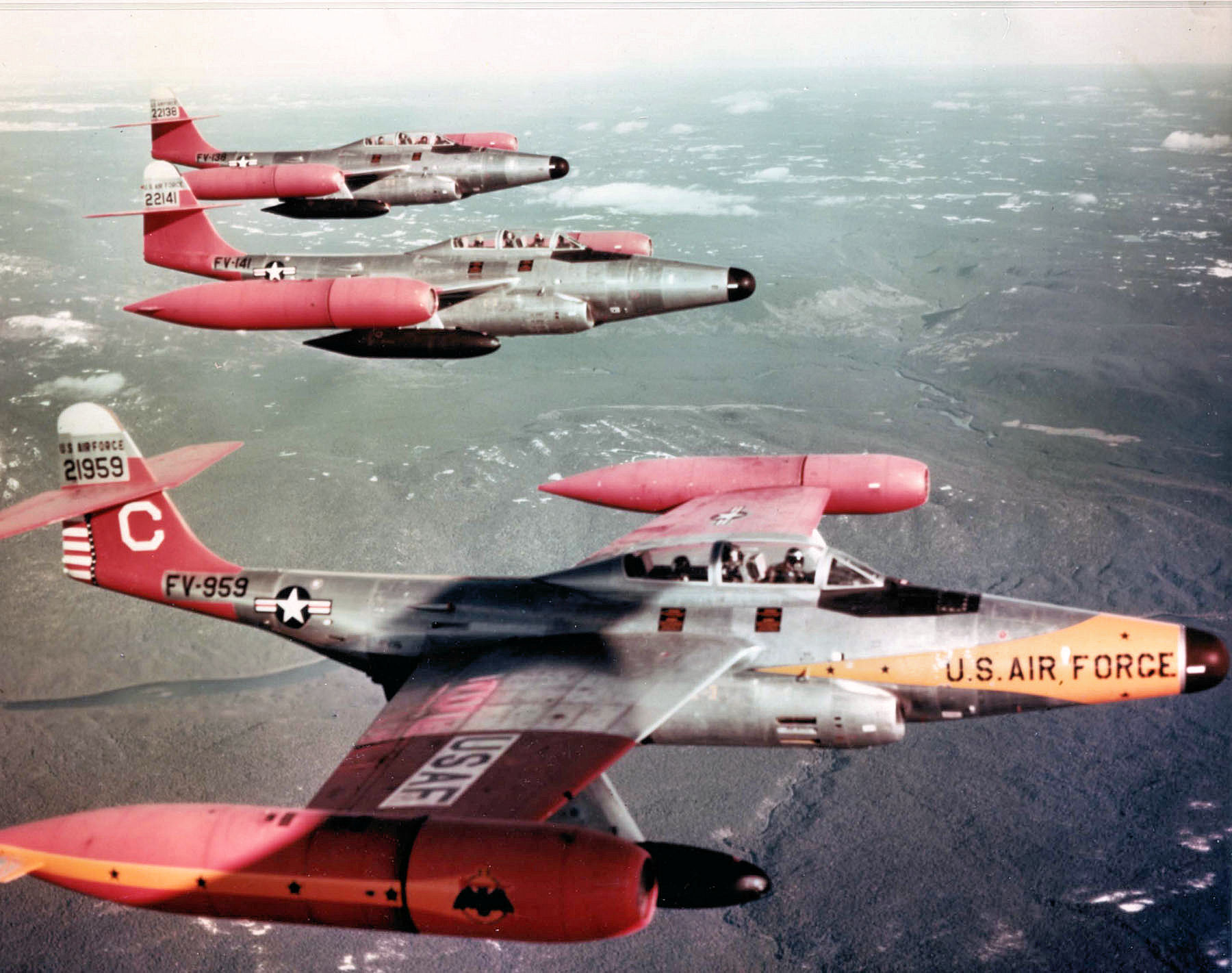
Tre stycken F-89D. Notera avsaknaden av kanoner och de stora kapslarna för jaktraketer på vingspetsarna.
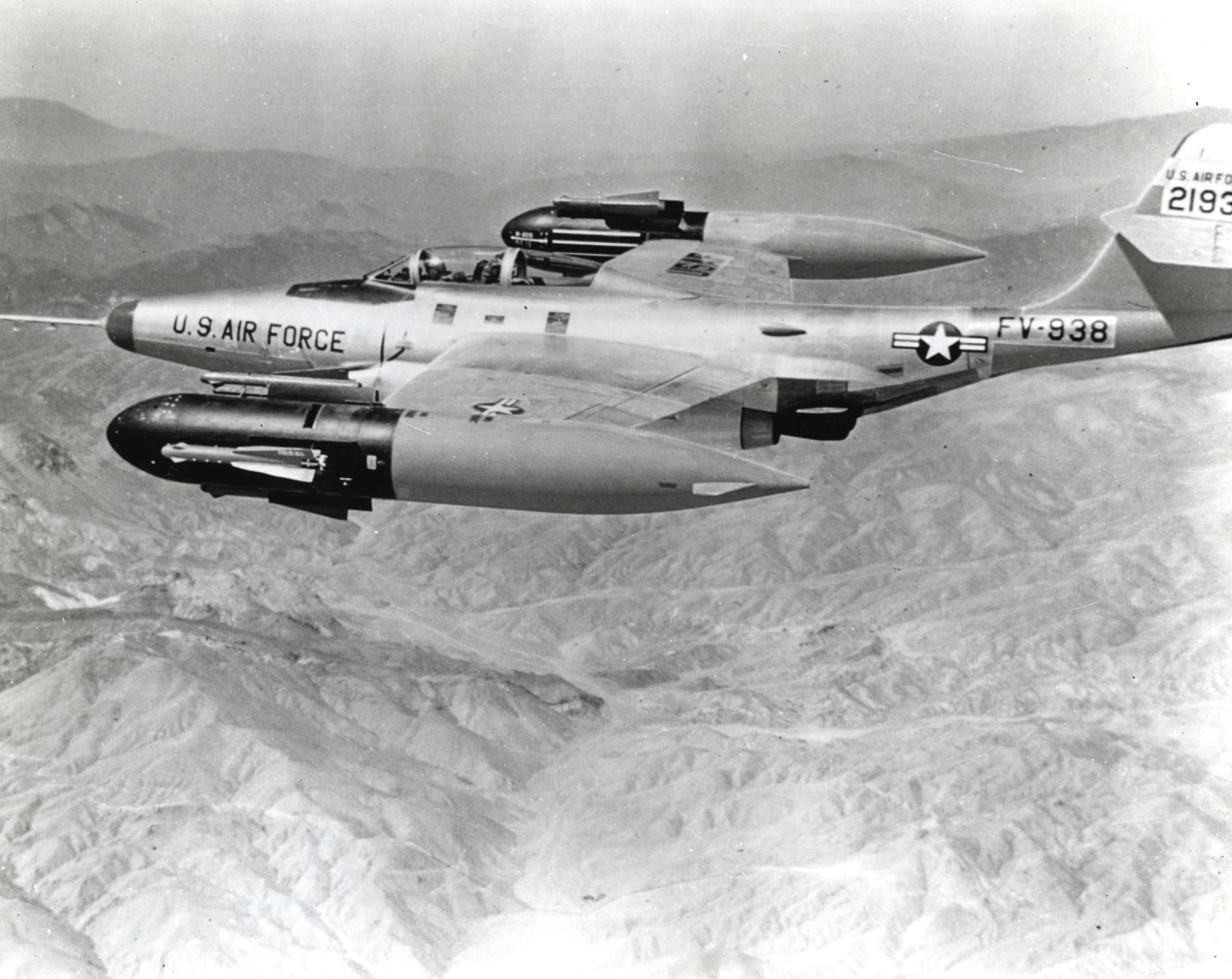
En F-89H med sex stycken Falcon-robotar.
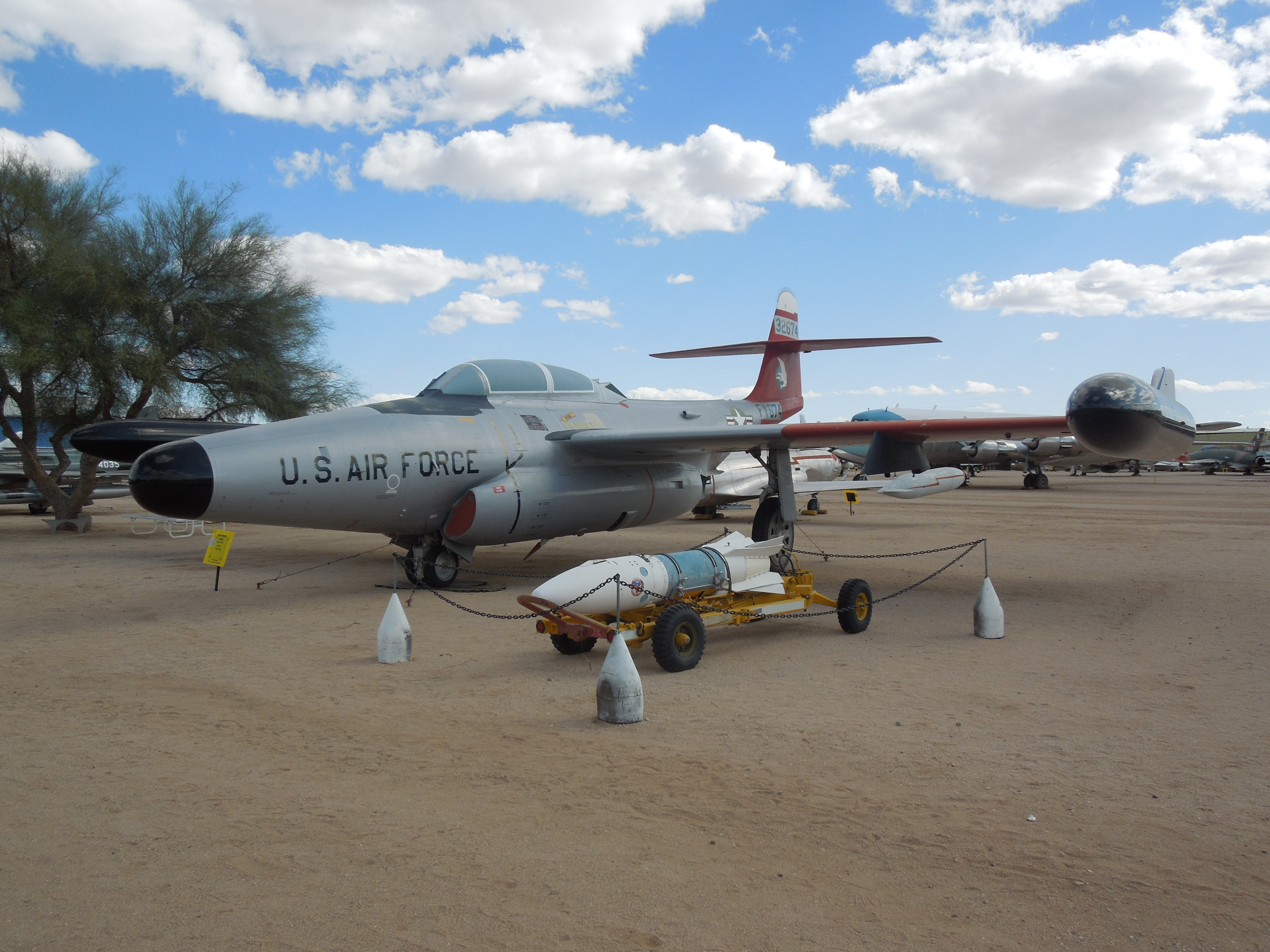
En F-98J och en AIR-2 Genie.
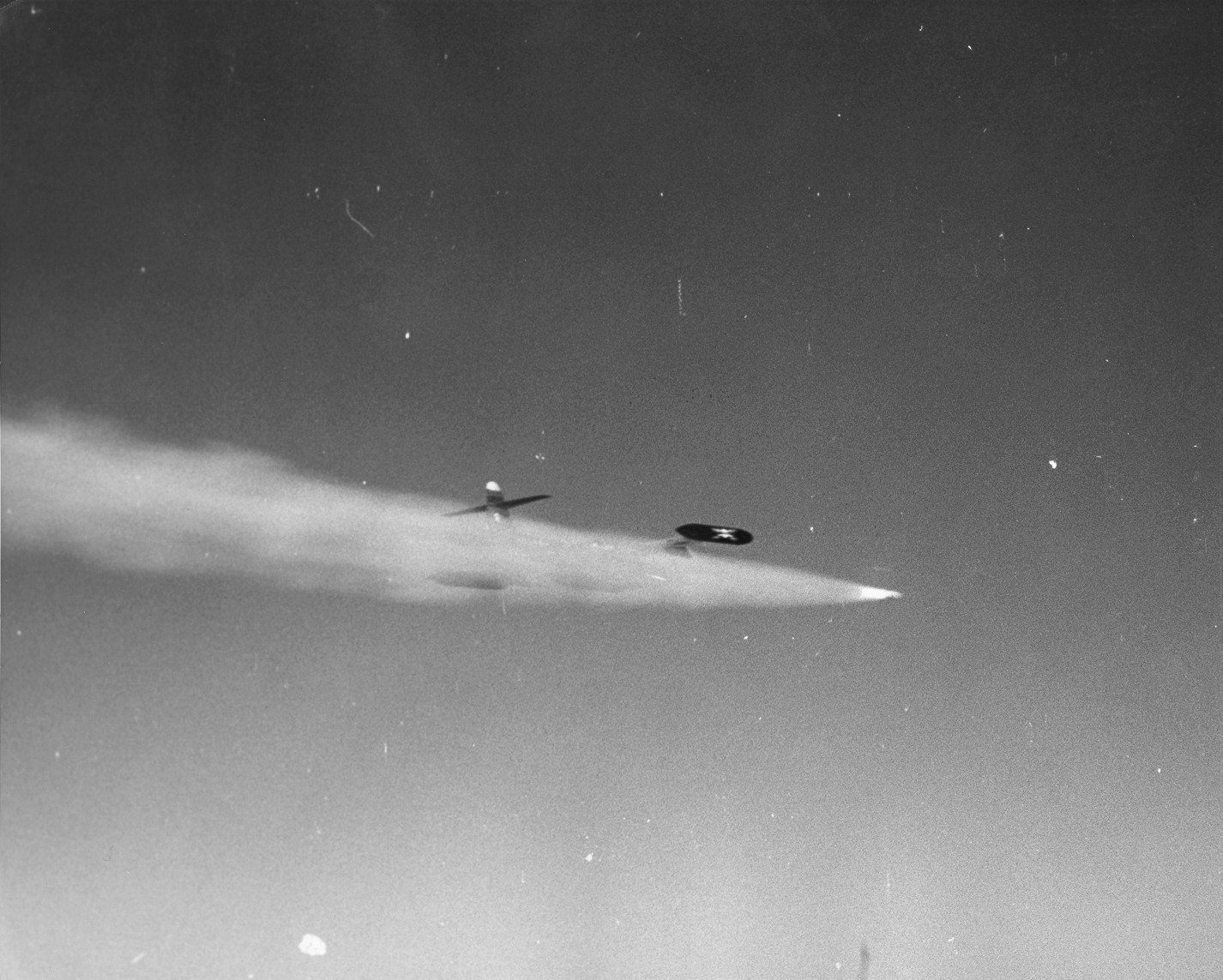
En F-98J avfyrar en skapladdad AIR-2 Genie. Kärnvapenprov Plumbbob John.